# David Mingay
 (octobre 2012).
David Mingay est un réalisateur et scénariste britannique.

## Filmographie

### Réalisateur
- 1971 : Peacemaking 1919 (documentaire )
- 1980 : Rude Boy coréalisé avec Jack Hazan
- 1989 : Sophisticated Lady coréalisé avec David Robinson

### Scénariste
- 1974 : A Bigger Splash (scénariste)
- 1980 : Rude Boy (scénariste)
- 1985 : Return to Waterloo
- 1998 : Comic Act (scénariste)